# Adelpha ethelda
Espèce
Adelpha ethelda  est une espèce de papillons de la famille des Nymphalidae, sous famille des Limenitidinae et du genre Adelpha.

## Dénomination
Adelpha ethelda a été décrit par William Chapman Hewitson en 1867 sous le nom Heterochroa ethelda.

### Sous-espèces
- Adelpha ethelda ethelda
- Adelpha ethelda eponina Staudinger, 1886; en Colombie.
- Adelpha ethelda galbao Brévignon, 1995; en Guyane.
- Adelpha ethelda sophax Godman & Salvin, 1878; au Costa Rica et à Panama
- Adelpha ethelda zalmona (Hewitson, 1871); au Costa Rica, à Panama et en Colombie.
- Adelpha ethelda ssp, au Mexique[1].

### Noms vernaculaires
Adelpha ethelda se nomme en anglais Ethelda Sister.

## Description
Adelpha ethelda  est un papillon  à bord externe des ailes antérieures concave. Le dessus est marron à marron foncé avec aux ailes antérieures une large bande jaune allant du milieu du bord costal à l'angle externe.
Le revers est blanc, avec des veines et des bandes rouges à cuivrées, laissant une large bande blanche allant du milieu du bord costal à l'angle externe.

## Biologie

### Plantes hôtes
Sabicea aspera est une ou la plante hôte de sa chenille.

## Écologie et distribution
Adelpha  ethelda est présent au Mexique, au Costa Rica, à Panama, en Équateur, en Colombie et en Guyane. 

### Biotope
Il réside dans la forêt humide.

### Protection
Pas de statut de protection particulier.